# Bogdan Pena
Bogdan Pena (n. 23 februarie 1975, Cluj-Napoca, România) este un sportiv român, copilot în Campionatul Național de Raliuri al României, care a concurat în perioada 1994 - 2008.

## Cariera sportivă

### Campionatul Național de Raliuri

#### 1994
Bogdan Pena a debutat în competițiile auto în sezonul 1994, la 15 ianuarie 1994, în cadrul Cupei "Alpha", un concurs desfasurat pe kartodromul din Cartierul Gheorgheni al orasului Cluj–Napoca, concurând alături de pilotul Alin Mărginean la bordul unui Ford Escort RS, cu care cei doi echipieri s-au clasat pe primul loc al Clasei 1600 cmc.

#### 1999
Bogdan Pena a concurat, tot alături de pilotul Alin Mărginean, pe primul Mitsubishi Lancer EVO IV de Grupa N din România, în Raliul Timișoara 1999.
Tot in sezonul competițional 1999, dar cu ocazia Raliului Timken 100 - Cluj-Napoca, desfasurat între 28-31 mai, s-a aflat alături de Alin Mărginean, la startul acestui raliu de casă pe aceeași mașină de concurs - Mitsubishi Lancer EVO IV. Echipajul Alin Mărginean/ Bogdan Pena a câștigat prima probă specială a Raliului Timken 100 - "Kartodrom".

#### 2002
În sezonul Campionatului Național de Raliuri al României 2002 echipajul Alin Mărginean/ Bogdan Pena a luat startul în 6 etape, cea mai bună performanță fiind înregistrată la finalul Raliului Banatului Blitz - locul 3 în clasamentul Grupei N.
De notat performanța reușită pe cea de-a doua probă specială a Raliului Argeșului (06.09. - 08.09.2002) - echipajul Alin Mărginean/ Bogdan Pena a obținut victoria pe PS02 - Budeasa I, fiind ulterior obligat la abandon după ruperea curelei alternatorului.

#### 2005
În sezonul Campionatului Național de Raliuri al României 2005 Bogdan Pena a concurat ca și copilot al pilotului Ferenti Iosif. Cei doi au evoluat la bordul modelului Dacia Nova cu număr de concurs 405, reușind un loc 3 în clasamentul Clasei N 1.6 în Raliul Bucureștiului.

#### 2008
În sezonul competițional 2008 Bogdan Pena și-a continua colaborarea cu pilotul Ferenti Iosif, luând startul în trei etape: Tess Rally Brașov, Raliul Hunedoarei Lukoil și Raliul Clujului.

## Performanțe

### Sezonul 2002
| # | Competiția                 | Pilot          | Automobil                | Performanța                                  |
| - | -------------------------- | -------------- | ------------------------ | -------------------------------------------- |
| 1 | Raliul Banatului Blitz     | Alin Mărginean | Mitsubishi Lancer Evo    | Locul 7 Clasament general, Locul 3 Clasa N4  |
| 2 | Raliul Hunedoara           | Alin Mărginean | Mitsubishi Lancer Evo    | Locul 11 Clasament general, Locul 3 Clasa N4 |
| 3 | Raliul Romaniei            | Alin Mărginean | Mitsubishi Lancer Evo    | Abandon                                      |
| 4 | Raliul Sibiului Liqui Moly | Alin Mărginean | Mitsubishi Lancer Evo    | Abandon                                      |
| 5 | Raliul Argeșului           | Alin Mărginean | Mitsubishi Lancer Evo    | Abandon                                      |
| 6 | Raliul Mânăstirilor        | Alin Mărginean | Mitsubishi Lancer Evo VI | Locul 9 Clasament general, Locul 5 Clasa N4  |

### Sezonul 2005
| Campionat | Etapa | Competiția                 | Pilot         | Automobil  | Performanța                                     |
| --------- | ----- | -------------------------- | ------------- | ---------- | ----------------------------------------------- |
| C.N.R.    | 1     | Raliul Sibiului Liqui Moly | Ferenti Iosif | Dacia Nova | Locul 18 Clasament general, Locul 4 Clasa N 1.6 |
| C.N.R.    | 2     | Raliul Muscelului PRO FM   | Ferenti Iosif | Dacia Nova | Locul 30 Clasament general, Locul 5 Clasa N 1.6 |
| C.N.R.    | 3     | Raliul Bucureștiului       | Ferenti Iosif | Dacia Nova | Locul 17 Clasament general, Locul 3 Clasa N 1.6 |
| C.N.R.    | 4     | MOL Rallye Harghita        | Ferenti Iosif | Dacia Nova | Abandon                                         |

### Sezonul 2008
| Campionat | Etapa | Competiția               | Pilot         | Automobil        | Performanța                                   |
| --------- | ----- | ------------------------ | ------------- | ---------------- | --------------------------------------------- |
| C.N.R.    | 1     | Tess Rally               | Ferenti Iosif | Citroën Saxo VTS | Locul 41 Clasament general, Locul 10 Clasa N2 |
| C.N.R.    | 2     | Raliul Hunedoarei Lukoil | Ferenti Iosif | Citroën Saxo VTS | Locul 29 Clasament general, Locul 6 Clasa N2  |
| C.N.R.    | 3     | Raliul Clujului          | Ferenti Iosif | Citroën Saxo     | Locul 31 Clasament general, Locul 5 Clasa N2  |